# Al otro lado del túnel
Al otro lado del túnel es una película española de género dramático estrenada el 25 de febrero de 1994, dirigida por Jaime de Armiñán y protagonizada en los papeles principales por Gonzalo Vega, Fernando Rey y Maribel Verdú.
La película participó en la sección oficial de largometrajes de la 44.ª edición del Festival Internacional de Cine de Berlín, en la que resultó vencedora En el nombre del padre del director irlandés Jim Sheridan.

## Sinopsis
Miguel y Aurelio son dos guionistas muy diferentes entre sí: el primero es el mayor y tiene mal genio, mientras que el segundo es más joven y lleva una vida más sana. Pero los dos tienen en común su falta de inspiración para terminar el guion de una película romántica ambientada en el siglo XIX en Escocia. La productora les envía una temporada a un monasterio ubicado en un pequeño pueblo aragonés, en mitad del Pirineo, para ver si consiguen acabar el encargo. Allí los dos escritores conocerán a sus vecinos y, en especial, a la panadera del pueblo, una chica deslumbrante tanto física como mentalmente. Sin que ellos se den cuenta, Mariana se convertirá en la protagonista de la historia que están escribiendo.

## Reparto
- Fernando Rey como Miguel.
- Maribel Verdú como Mariana.
- Gonzalo Vega como Aurelio.
- Amparo Baró como Rosa.
- Rafael Alonso como Hermano Benito.
- Luis Barbero como Prior.
- Jorge Calvo como Hermano Felicísimo.
- Gabriel Latorre como Hermano Ventura.
- Susi Sánchez como Marisa.
- Pedro Álvarez-Ossorio como Hermano Sinesio.